# Радомышль
Ра́домышль (укр. Ра́домишль, Радомысл, в XVIII веке Радомысль) — город в Житомирской области Украины.
Город входит в Житомирский район. До 2020 года был административным центром упразднённого Радомышльского района.

## Географическое положение
Географически город расположен на территории Киевского Полесья. С юго-востока, юга, юго-запада к Радомышлю прилегают лиственные и сосновые леса.
Через Радомышль протекает Тетерев, правый приток Днепра и самая большая река в Житомирской области.

## Население
В январе 1989 года численность населения составляла 16 999 человек.
По данным переписи 2001 года, украинцы составляли 94,16 % населения Радомышля, русские — 4,55 %.
В январе 2013 года численность населения составляла 14 943 человека.

### Языковой состав
Родной язык населения по данным переписи 2001 года:
| Язык       | Численность, чел. | Доля     |
| ---------- | ----------------- | -------- |
| Украинский | 14 597            | 95,71 %  |
| Русский    | 635               | 4,16 %   |
| Другое     | 20                | 0,13 %   |
| Итого      | 15 252            | 100,00 % |

Украинский язык является основным и единственным официальным языком города.
По данным Государственной службы статистики Украины в 2023/24 учебном году все 133 037 учащихся в учреждениях общего среднего образования в Житомирской области обучались в украиноязычных классах.

## История
Территория Радомышля, по археологическим исследованиям, была заселена людьми ещё в эпоху верхнего палеолита 35—30 тысяч лет тому назад. Обнаруженные археологами остатки раннеславянского поселения на территории города датируются VI—VII веками.
Первое известное письменное упоминание о Радомышле относится к 1150 году, он упоминается в Ипатьевской летописи под названием Мыческ, также встречается название Мык-город (вероятно, по названию одной из рек, протекающих через Радомышль — реки Мыка). В последний раз о Мыческе упоминается в конце XIV в..

### 1569—1795
С XVI века Мыческ упоминается как Радомысль.
После Люблинской унии 1569 года — в составе Речи Посполитой.
В 1593 году, Печерский монастырь имел: два города — Радомысл и Васильков, до 50 сел и около 15 селищ и деревень в разных местах западной Руси.
В 1612 году здесь открылась бумажная фабрика, служащая для нужд Киево-Печерской лавры.
С 3 января 1681 года по договору между Московским царством и Османской империей Киев с прилежащими местечками, городами и селами, Васильковым, Трипольем, Стайками ниже Киева и Дедовщиной и Радомыслем выше, должны оставаться во власти Москвы.
5 марта 1729 во владение Радомышлем вступил номинант и администратор Киевской униатской митрополии епископ Атанасий Шептицкий, который в том же году стал митрополитом Киевским, Галицким и всея Руси.
В 1746 году город стал резиденцией униатских митрополитов. В это время значение города возросло, здесь был сооружён Радомышльский замок, окружённый рвом и валом, где находилась митрополичья резиденция и сокровищница. В 1763 году в центре города на месте сгоревшей церкви построена соборная церковь Святой Троицы.

### 1795—1917

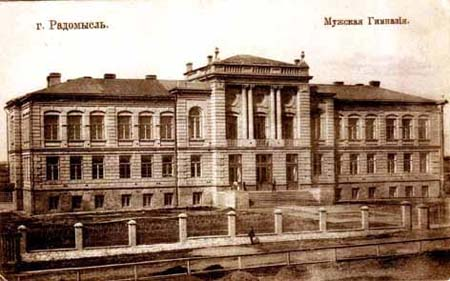
Мужская гимназия (1917)

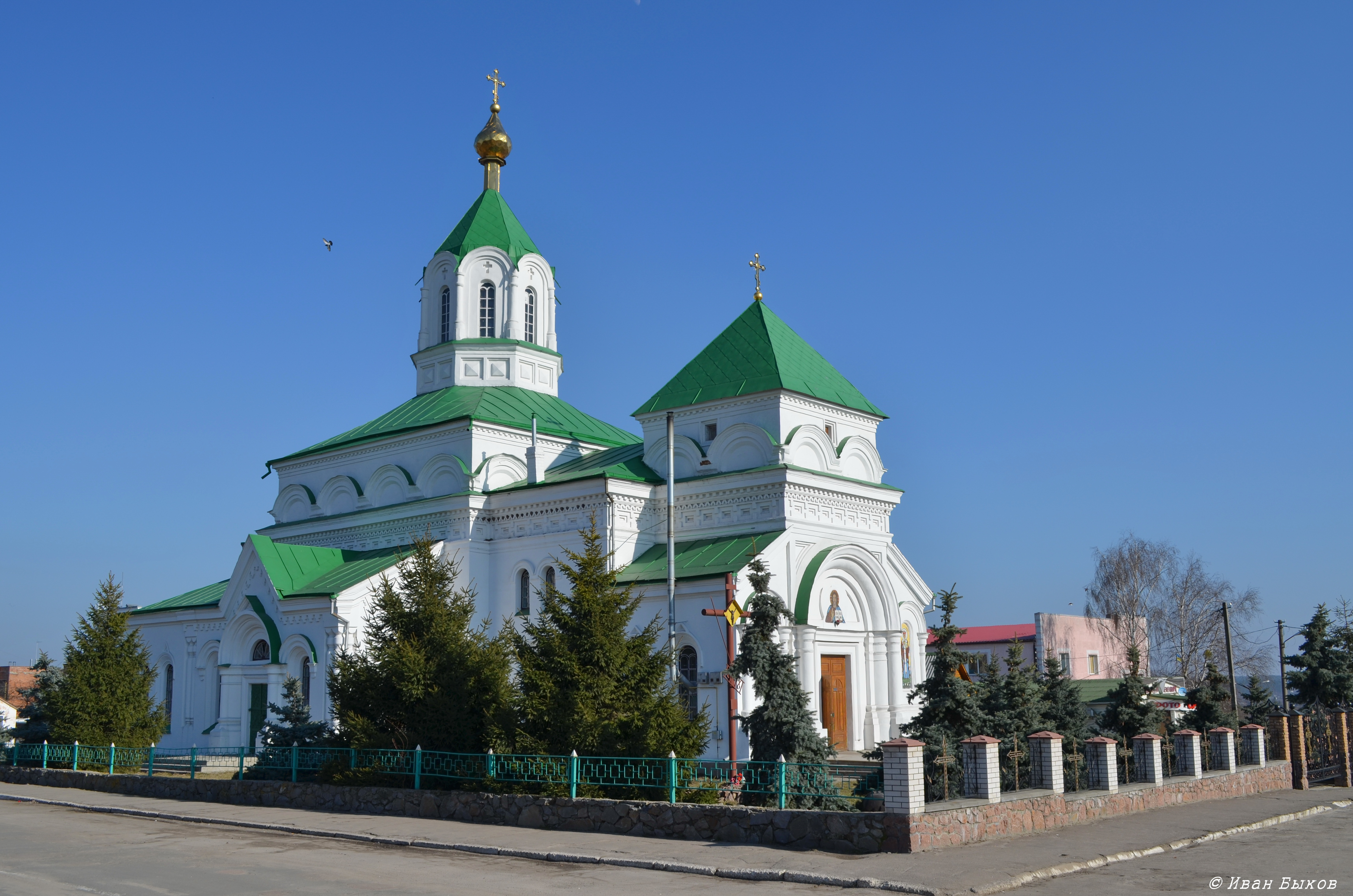
Свято-Николаевский собор (1864—1883)

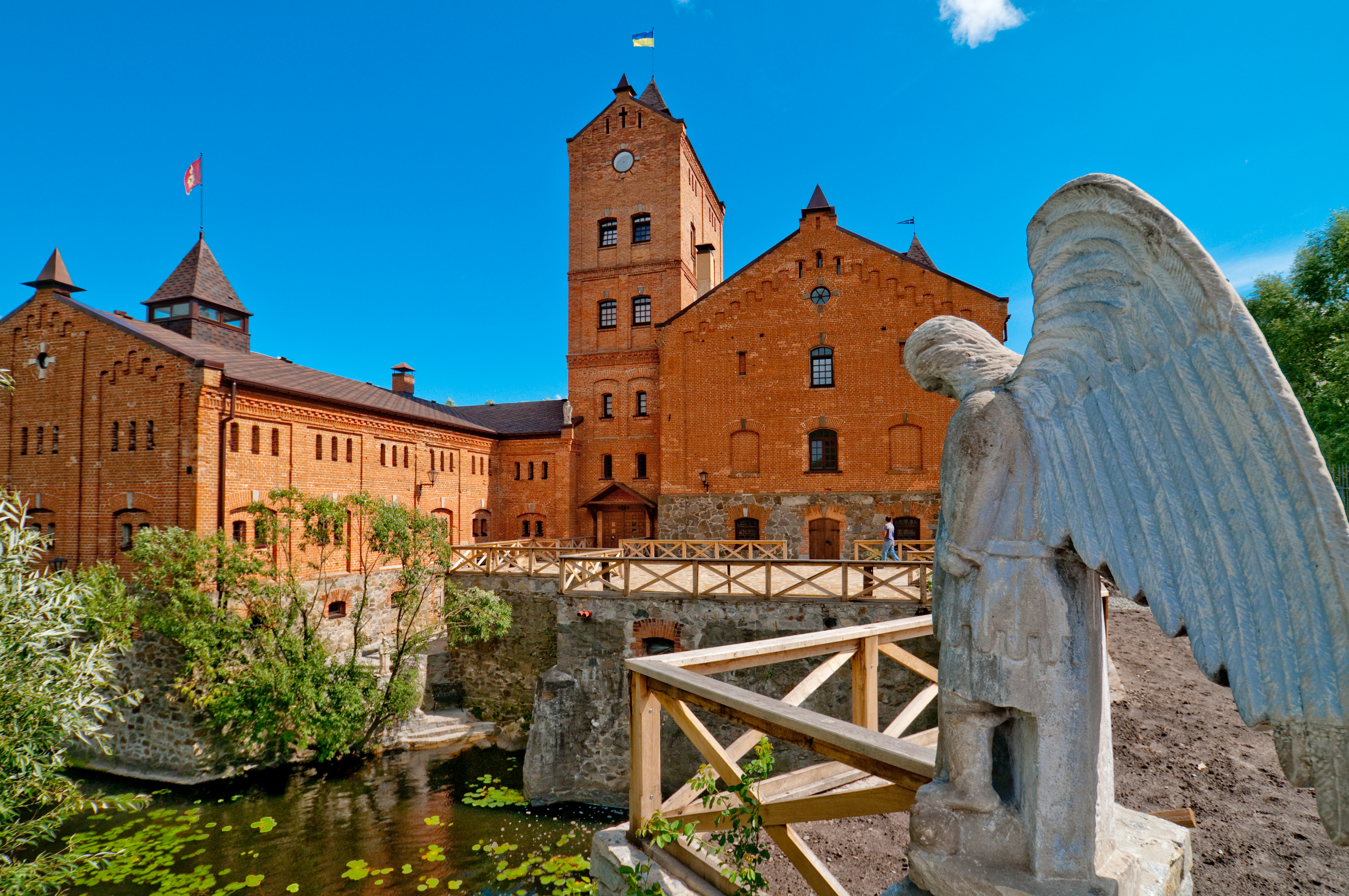
Историко-культурный комплекс «Замок Радомысль» в здании старинной мельницы

После третьего раздела Речи Посполитой в 1795 году город в составе Правобережной Украины вошёл в состав Российской империи и стал уездным городом Волынской губернии. Униатская митрополия и её резиденция в Радомысле были ликвидированы.
В 1797 году город стал центром Радомысльского уезда Киевской губернии. В этом году в нём насчитывалось 1829 жителей.
Развитию города способствовало проложенное в 1860е годы шоссе Киев — Брест.
В 1899 году здесь насчитывалось 1331 жилых домов и 11154 жителя (из них свыше тысячи ремесленников), действовали 13 предприятий (пять кожевенных заводов, три мельницы и др.), две ссудосберегательных кассы, 2-классные городские мужское и женское училища с приготовительным классом, начальная школа, книжный магазин с библиотекой, две больницы, три православные церкви, католический костел и восемь еврейских синагог и молитвенных домов.

### 1918—1991
В августе 1920 года началось издание местной газеты.
В 1923 году Радомышль стал районным центром, в 1927 году на базе мастерской была создана мебельная фабрика, в 1930 году — построен маслозавод, а в 1932 году — открыта районная МТС.
В ходе Великой Отечественной войны 7 июля 1941 года начались бои на подступах к городу, которые приняли ожесточённый характер, но 9 июля 1941 Радомышль был оккупирован немецкими войсками.
8 и 9 августа 1941 года в двух рвах в лесу гитлеровцами было уничтожено около 6 500 жителей города еврейской национальности, тела жертв Холокоста впоследствии перезахоронены в братской могиле на городском кладбище. Только через много лет после войны численность населения города достигла довоенной.
10 ноября 1943 года немецкие войска были выбиты из города, однако затем они перешли в контрнаступление и 7 декабря 1943 года вновь захватили Радомышль. 26 декабря 1943 года в ходе Житомирско-Бердичевской наступательной операции город был окончательно освобождён советскими войсками.
В 1975 году численность населения составляла 15,1 тыс. человек, крупнейшими предприятиями являлись машиностроительный завод (выпускавший автопоезда для перевозки леса, щеповозы и др.), завод капроновых изделий, консервный завод, маслодельный завод, крахмальный завод, комбикормовый завод, пивоваренный завод и мебельная фабрика, также здесь действовали кирпичные заводы.

### После 1991
В мае 1995 года Кабинет министров Украины утвердил решение о приватизации находившихся в городе пивоваренного завода, АТП-11848, агропромышленного предприятия, льноперерабатывающего предприятия, райсельхозхимии, в июле 1995 года было утверждено решение о приватизации молокозавода, СПМК и БПМК № 2.
В 2011 году в Радомышле в помещении бывшей мельницы, сооружённой на фундаментах бумажной фабрики Киево-Печерской Лавры открылся историко-культурный комплекс «Замок Радомысль». Его главная достопримечательность — единственный на Украине музей украинской домашней иконы.
Во время пандемии COVID-19 в Радомышле была зафиксирована первая в Украине смерть от коронавирусной инфекции. В городе было объявлено чрезвычайное положение.

## Транспорт
Город находится в 30 км от ж.-д. станции Ирша (на линии Киев — Коростень).

## Уроженцы
- Балясная, Рива Наумовна — советская-еврейская поэтесса, писательница, писала на идише.
- Бурба, Владимир Трофимович — Герой Советского Союза.
- Веледницкий, Абрам Маркович — литературовед.
- Зубок, Лев Израилевич — историк.
- Кривоглаз, Борис Абрамович — один из основоположников медицины труда на Украине.
- Незабитовский, Василий Андреевич — учёный и юрист.
- Метлушенко, Юрий Владимирович[укр.] — украинский велогонщик.
- Зинченко, Александр Владимирович — футболист Сборной Украины по футболу.
- Миненко, Юрий Николаевич — оперный певец, контратенор, меццо-сопранист.
- Корин, Григорий Александрович — русский поэт и переводчик.
- Мацапура, Николай Иванович — советский (украинский) искусствовед, шевченковед.
- Столбун, Давид Евсеевич — врач и стратонавт.
- Люшенко, Игорь Васильевич — советский велогонщик, государственный служащий.
- Люшенко, Дмитрий Игоревич — украинский велогонщик, адвокат и предприниматель.

## Галерея

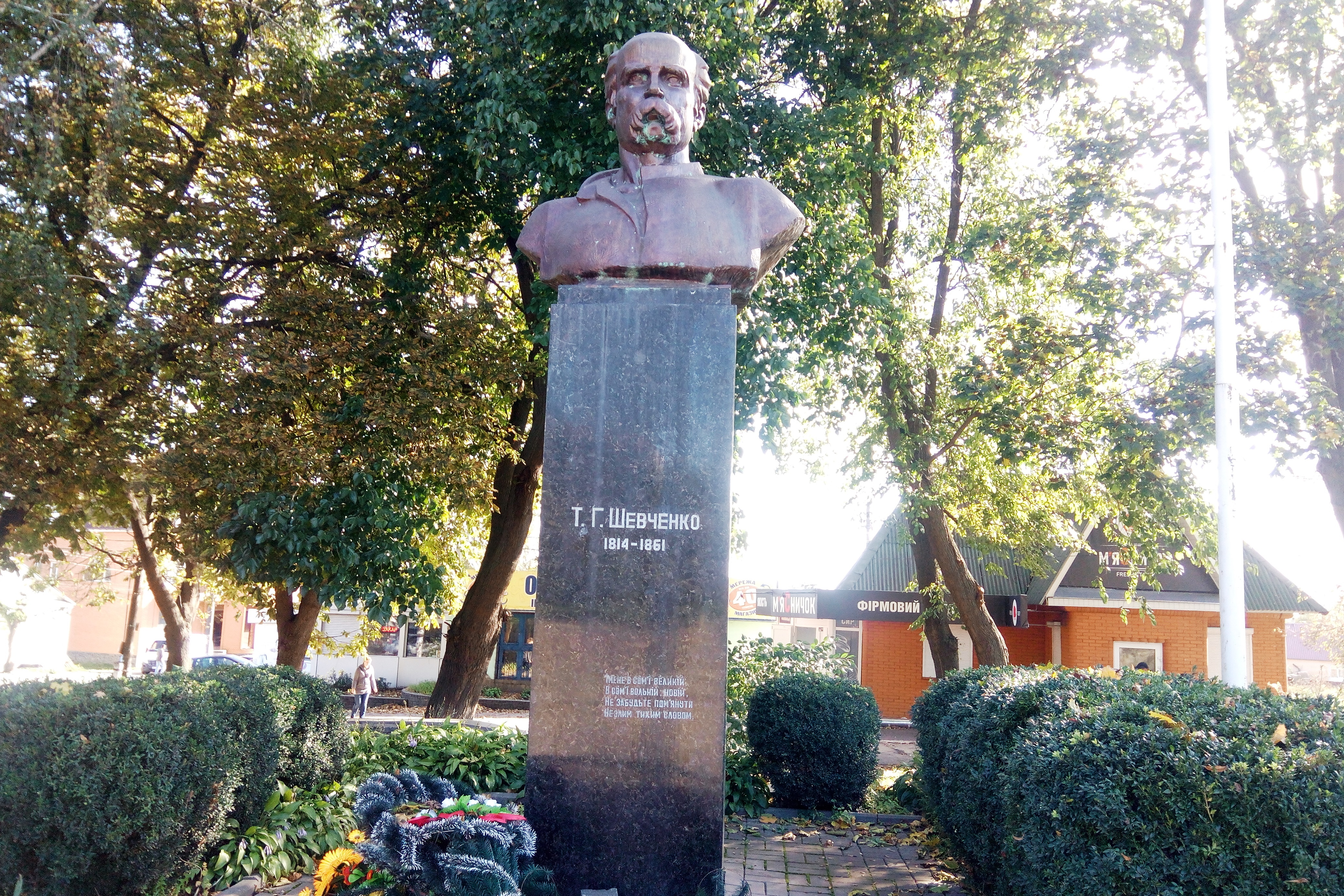
Бюст Тарасу Шевченко (1964)
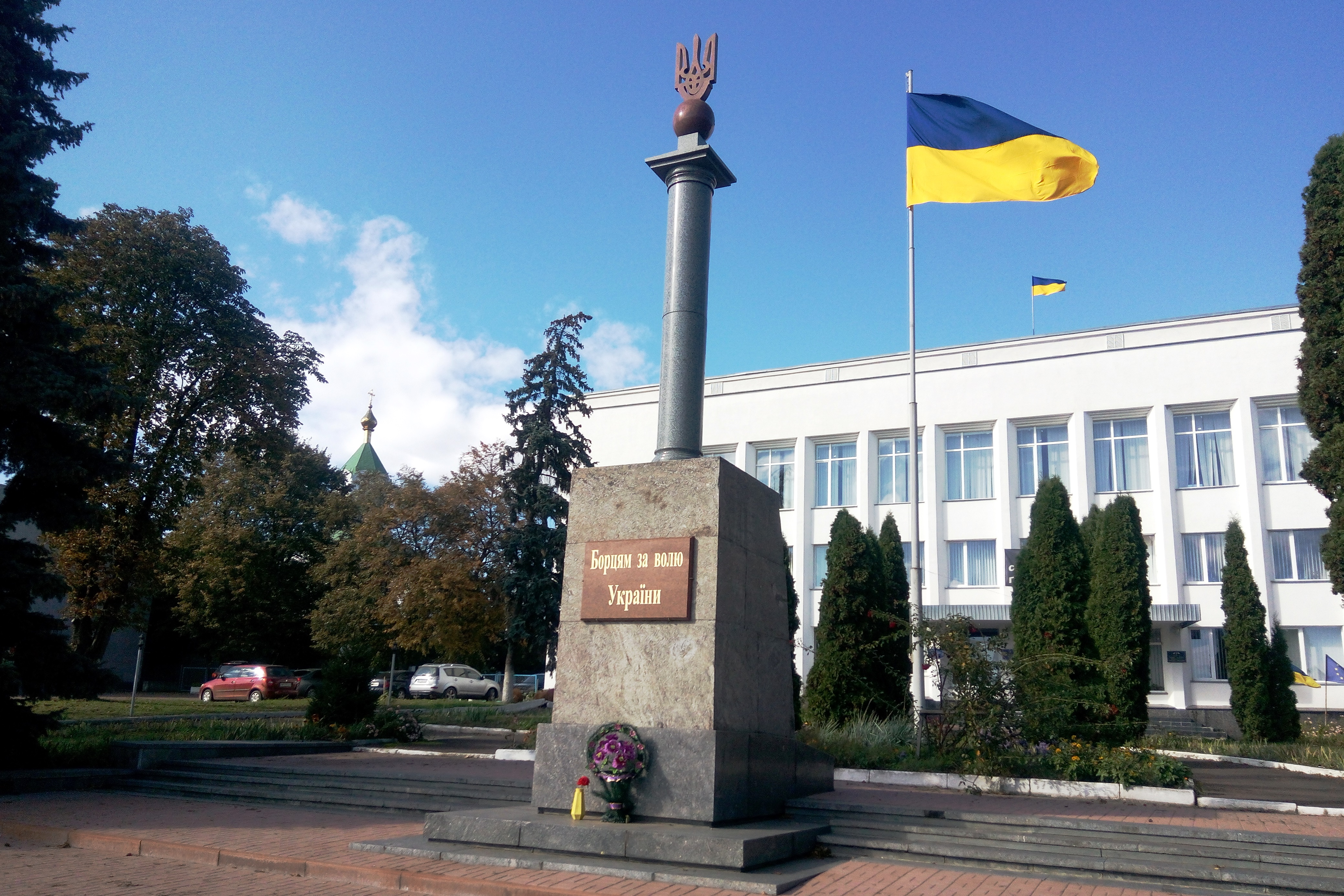
Памятник "Борцам за волю Украины"
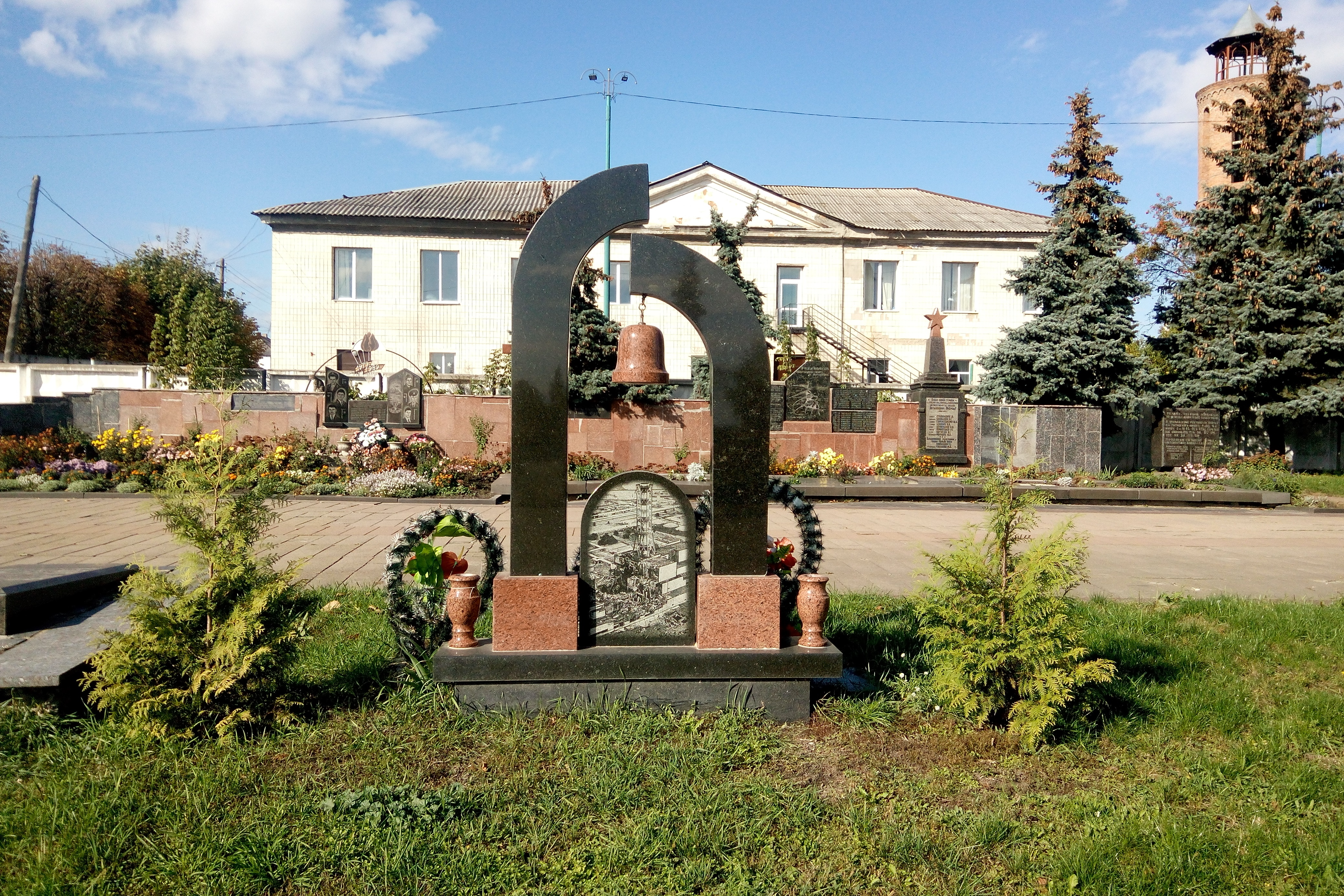
Памятник ликвидаторам на Чернобыльской АЭС
Папирнянский пруд